# Amegilla deltoides
Amegilla deltoides là một loài Hymenoptera trong họ Apidae. Loài này được Buysson mô tả khoa học năm 1897.